# Franz Sommer (Geistlicher)
Franz Sommer (* 14. Oktober 1875 in Hagstedt bei Visbek; † 26. Dezember 1954 in Bösel) war ein deutscher katholischer Priester, der von 1918 bis zu seinem Tod als Seelsorger in Bösel wirkte. Er ist als Gegner des Nationalsozialismus sowie durch sein Engagement für die Erweiterung der St.-Cäcilia-Pfarrkirche lokal bekannt.

## Leben
Franz Sommer wurde als zweites von sieben Kindern des Lehrers Georg Josef Sommer geboren. Nach dem Abitur am Gymnasium Antonianum in Vechta im Jahr 1896, das er gemeinsam mit den Brüdern Franz und Clemens August von Galen ablegte, studierte er Theologie in Münster. Am 1. Juni 1901 empfing er dort die Priesterweihe durch Bischof Hermann Dingelstad. Nach Tätigkeiten als Kaplan und Vikar in den Gemeinden Welbergen (Ochtrup), Hamm, Steinfeld und Löningen wurde er am 14. März 1918 Pfarrer in der Gemeinde Bösel, wo er bis zu seinem Tod am 26. Dezember 1954 als Seelsorger tätig war.

## Widerstand gegen den Nationalsozialismus
Franz Sommer war während der Zeit des Nationalsozialismus ein entschiedener und weithin bekannter Gegner des NS-Regimes in Bösel. Bereits vor der Machtergreifung 1933 warnte er öffentlich vor Adolf Hitler und seiner menschenverachtenden Ideologie. In einer Predigt am Karfreitag 1932 sagte er voraus, dass unter Hitler „alle alten Leute, kranke Leute, kränkliche Kinder, Invaliden und sogar Kriegsinvaliden radikal beseitigt werden“ würden.
Auch nach der Machtergreifung durch die Nationalsozialisten setzte Pfarrer Sommer seine ablehnende Haltung gegenüber dem Regime fort. Er sprach sich gegen verschiedene Maßnahmen der Nationalsozialisten aus und wandte sich gegen die politische Einflussnahme der NSDAP auf das kirchliche und gesellschaftliche Leben in Bösel. In seinen Predigten äußerte er sich regelmäßig kritisch gegenüber dem NS-Regime, was sowohl von Gemeindemitgliedern als auch von lokalen Parteifunktionären wahrgenommen wurde. Die Nutzung kirchlicher Räume für Parteiversammlungen lehnte er in der Regel ab und bestand darauf, dass im kirchlichen Jugendheim keine Parteipropaganda stattfand; Ausnahmen ließ er nur unter strengen Auflagen zu. Auch als er von NS-Funktionären beobachtet und unter Druck gesetzt wurde, wich Sommer nicht von seiner Haltung ab. In einem Fall bot er einem NS-Stützpunktleiter ironisch einen Platz zum Mitschreiben seiner Predigten an.
Am Sonntag, den 25. Oktober 1936, einen Tag nach der staatlichen Einweihung einer neuen Schule, zu der Pfarrer Sommer nach eigenen Angaben nicht eingeladen worden sei, nahm er auf Anfrage des Bürgermeisters einige Tage zuvor eine kirchliche Weihe der Schule vor, wo er sechs Kruzifixe überreichte und in den Klassenräumen aufhängen ließ. Dies veranlasste den oldenburgischen Minister für Kirchen und Schulen Julius Pauly am 4. November zur Herausgabe des sogenannten „Kreuzerlasses“, der das Aufhängen religiöser Symbole in öffentlichen Einrichtungen untersagte. In der Folge kam es zum sogenannten „Kreuzkampf“, einem öffentlichen Protest der katholisch geprägten Südoldenburger Bevölkerung gegen dieses Verbot. Der Widerstand war so vehement, dass die nationalsozialistische Regierung unter Ministerpräsident Carl Röver erheblich unter Druck geriet und sich schließlich gezwungen sah, den „Kreuzerlass“ am 25. November wieder zurückzunehmen.
Trotz persönlicher Risiken und mehrerer Verhöre durch staatliche Stellen blieb Franz Sommer während der gesamten NS-Zeit ein unerbittlicher Gegner des Nationalsozialismus, der seine Auffassung offen vertrat und Sanktionen des Staates und der Partei nicht scheute.